# Al-Faisaly (Jordanien)
Der al-Faisaly Sport Club (arabisch الفيصلي, DMG al-Faiṣalī) ist ein Sportverein aus Amman in Jordanien. Der Verein spielt in der höchsten Liga des Landes, der Jordan League.

## Vereinsgeschichte
Gegründet wurde der Verein 1932. Er ist damit einer der ältesten des Landes. Mit 34 gewonnenen Meisterschaften und 16 Pokalfinals ist al-Faisaly der erfolgreichste Verein des Landes. Die erste Meisterschaft gewannen die Fußballer 1944. Es war gleichzeitig die erste Saison der Liga. Zuletzt durchbrach al-Wihdat die Dominanz des Vereins. Die letzte gewonnene Meisterschaft datiert aus dem Jahr 2004. Als Meister der Saison 2004 war der Verein für den AFC Cup 2005 qualifiziert. Dabei konnte man bis ins Finale vorstoßen und gewinnen. Im Finale konnte al-Nejmeh aus dem Libanon geschlagen werden. Als Titelverteidiger des AFC Cup nahm man auch im Folgejahr daran teil und gewann den Titel erneut. Auch 2007 konnte al-Faisaly das Finale erreichen, verlor diesmal jedoch gegen den eigenen Ligakonkurrenten Shabab al-Ordon. Die nationale Meisterschaftssaison 2008/09 beendete der Verein auf Platz drei. Im Mai 2009 übernahm der Iraker Thaer Jassam das Traineramt bei al-Faisaly.

## Erfolge

### National
- Jordan League

Meister: 1944, 1945, 1959, 1960, 1961, 1962, 1963, 1964, 1965, 1966, 1970, 1971, 1972, 1973, 1974, 1976, 1977, 1983, 1985, 1986, 1989, 1990, 1991, 1993, 1994, 1999, 2000, 2001, 2002/03, 2003/04, 2009/10, 2011/12, 2016/17, 2018–19, 2022
- Jordan FA Cup

Gewinner: 1980, 1981, 1983, 1987, 1989, 1992, 1993, 1993, 1994, 1998, 1999, 2001, 2002/03, 2003/04, 2004/05, 2007/08, 2011/12, 2014/15, 2016/17, 2018/19, 2021
- Jordan Super Cup

Gewinner: 1981, 1982, 1984, 1986, 1987, 1991, 1993, 1994, 1995, 1996, 2002, 2004, 2006, 2012, 2015, 2017, 2020
- Jordan Shield Cup

Gewinner:1987, 1991, 1992, 1997, 2000, 2009, 2011, 2022, 2023

### Kontinental
- AFC Cup 2

Gewinner 2005, 2006
Finalist 2007

## Stadion
Seine Heimspiele trägt der Verein im Amman International Stadium in Amman aus. Das Stadion hat ein Fassungsvermögen von 17.619 Personen.